# José Escobar (beisbolista)
José Elías Escobar Sánchez (La Sabana, la Guaira - 30 de octubre de 1960) es un ex campocorto y bateador derecho de las Grandes Ligas de Béisbol que jugó para los Indios de Cleveland en 1991. En la Venezuela perteneció a Cardenales de Lara.

## Carrera

### Ligas menores
Escobar fue firmado como agente libre por Toronto Blue Jays el 27 de noviembre de 1978. Permaneció con el equipo canadiense hasta abril de 1985 cuando fue cambiado junto con Ken Kinnard y Dave Shipanoff a los Philadelphia Phillies por Len Matuszek. En diciembre de ese mismo año fue dejado libre por los Filis y nuevamente fue firmado por Toronto hasta el 15 de octubre de 1990 cuando se declara agente libre. Finalmente es firmado por Cleveland  en noviembre de ese año.

### En grandes ligas
Tuvo una breve participación en el béisbol mayor. Debutó el 13 de abril de 1991 en el encuentro de Cleveland frente a Boston Red Sox, en el Fenway Park, cuando en rol defensivo en el campocorto por el titular Félix Fermín. No tuvo turnos al bate.
Su última aparición fue el 11 de mayo, en el encuentro frente a los California Angels. Jugó como titular de la segunda base. Se fue en blanco en tres oportunidades y fue reemplazado por Jerry Browne.
En total bateó .200 (3 de 15) con una carrera impulsada en 10 juegos en las mayores. Fue cesanteado por Cleveland el 21 de julio de 1991.

### En Venezuela
En la Liga Venezolana de Béisbol Profesional perteneció a Cardenales por 14 temporadas. Fue parte del roster que obtuvo el primer campeonato de la franquicia en 1990, junto a  Luis Leal, Luis Aponte, Juan Querecuto, Giovanni Carrara y Tobías Hernández.
También ha ejercido la función de coach en el equipo larense por 30 temporadas y dirige la Academia de Béisbol Escobar, fundada el 13 de octubre de 2015, en su población natal, La Sabana.

## Vida personal
- Escobar es padre de los lanzadores Edwin Escobar y Elvis Escobar así como tío del campocorto Alcides Escobar, el jardinero Ronald Acuña Jr. y los lanzadores Kelvim Escobar y Vicente Campos.[6]